# John Colenso
John Colenso   (St Austell, 24 de gener de 1814 - Pietermaritzburg, 20 de juny de 1883) va ser un clergue i matemàtic anglès, bisbe de la Colònia de Natal.

## Vida i obra
Colenso era fill d'un agent miner de Cornualla que ho va perdre tot en una irrupció del mar. Poc després, quan tenia quinze anys va morir la seva mare, així que el 1829 va haver d'interrompre els seus estudis a l'escola local, per a treballat com bidell en una escola de Dartmouth (Devon). El 1832 ja havia estalviat prou diners per, amb l'ajut econòmic d'un oncle, entrar al St John's College de la universitat de Cambridge, en el que es va graduar el 1836 com segon wrangler.
El 1839 va ser nomenat professor de matemàtiques de la Harrow School, però el 1841 un incendi a casa seva el va tornar a deixar a la misèria. Va retornar al St John's College i va escriure una sèrie de manuals d'aritmètica, geometria i àlgebra que es van vendre massivament: gràcies a la venda dels drets d'autor d'aquests llibres a l'editorial Longman va poder refer-se econòmicament.

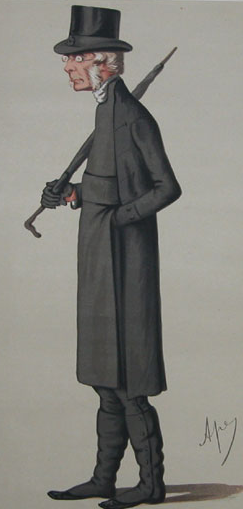
Caricatura de 1874 per Carlo Pellegrini.

El 1846 es va casar i va deixar el St John's College per a ser el rector de la parròquia de Forncett (Norfolk). Sempre s'havia sentit atret per la vida de missioner i el 1853 va abandonar Anglaterra per instal·lar-se a la Colònia de Natal (a l'actual Sud-àfrica). Els seus primers temps a la regió va ser l'objecte del seu llibre Ten weeks in Natal (1855) en el que descrivia el seu viatge d'inspecció amb el governador Theophilus Shepstone i el seu guia i intèrpret William Ngidi.
Va ser nomenat bisbe Natal i, com a bisbe missioner, va haver de confrontar el naixent colonialisme amb l'impacte que provocava en la societat africana. El 1862 va publicar una exegesi del Pentateuc, que va resultar fortament criticada i li va comportar dificultats amb les autoritats religioses de Ciutat del Cap i, sobre tot, de Canterbury, que el van arribar a excomunicar el 1866. Així, mentre alguns estudiosos el consideren un autèntic divulgador del cristianisme a l'Àfrica, altres el consideren l'articulador d'un gran projecte d'imperialisme cristià.
Va publicar una gramàtica zulu, un diccionari anglès/zulu i va traduir alguns llibres de l'Antic Testament al zulu.
En morir, va ser enterrat davant de l'altar de la catedral de Pietermaritzburg. La seva filla Frances va ser historiadora del poble zulu, criticant l'actuació dels governants de la metròpoli.